# HD 147513
HD 147513 (62 G. Scorpii) je hvězda v jižním souhvězdí Štíra. Poprvé ji katalogizoval italský astronom Giuseppe Piazzi ve svém hvězdném katalogu jako „XVI 55“. S magnitudou 5,38 je podle Bortleova stupnice viditelná pouhým okem z příměstských oblastí. Na základě měření paralaxy družicí Hipparcos se odhaduje její vzdálenost na přibližně 42 světelných let.

## Vlastnosti
HD 147513 je hvězda hlavní posloupnosti spektrálního typu G5V, podobná Slunci. Má přibližně o 11 % větší hmotnost než Slunce a její stáří se odhaduje na 400 milionů let.

## Rotace a magnetická aktivita
Podle studie z Astronomy & Astrophysics byla u HD 147513 naměřena hodnota indexu chromosférické aktivity {\displaystyle \log R'_{HK}=-4.64}, což naznačuje střední úroveň aktivity. Různé práce však uvádějí hodnotu rotační periody v rozmezí zhruba 4,7 až 10 dní, v závislosti na použité metodice měření.

## Pohybová skupina a bílý trpaslík
HD 147513 je členem pohybové skupiny Velké medvědice (Ursa Major moving group), což je skupina hvězd, které sdílejí podobný vlastní pohyb prostorem, naznačující společný původ.
Navíc byla u HD 147513 identifikována společně se pohybující hvězda, která je bílým trpaslíkem spektrální třídy DA, nacházejícím se přibližně 5 360 AU daleko. Tento společník je pravděpodobně pozůstatkem hmotnější hvězdy, která prošla fází červeného obra a následně kolapsem do degenerovaného stavu.

## Planetární systém
V roce 2002 byl objeven plynný obr HD 147513 b s hmotností minimálně 1,21 M_J a oběžnou dobou 528,4 dní. Jeho dráha je excentrická (e=0,26) a většinu oběhu se nachází v obyvatelné zóně.
| Název       | Hmotnost (>MJ) | Perioda (dny) | Velká poloosa (AU) | Výstřednost |
| ----------- | -------------- | ------------- | ------------------ | ----------- |
| HD 147513 b | >1,21          | 528,4 ± 6,3   | 1,32               | 0,26 ± 0,05 |